# Engraulis albidus
Az Engraulis albidus a sugarasúszójú halak (Actinopterygii) osztályának heringalakúak (Clupeiformes) rendjébe, ezen belül a szardellafélék (Engraulidae) családjába tartozó faj.

## Előfordulása
Az Engraulis albidus a Földközi-tengerben fordul elő; Dél-Franciaországtól az Adriai-tenger északi részéig.

## Megjelenése
Ez a halfaj legfeljebb 9,4 centiméter hosszú.

## Életmódja
Az Engraulis albidus egyaránt megél a brakkvízben és a nyílt tengeren is. Kora tavasztól késő nyárig a brakkvízű lagúnákban tartózkodik, ahol valószínűleg az ikráit rakja le. Késő nyáron beúszik a tengerbe. Az Adriai-tengerben körülbelül 50 méteres mélységben él.